# Università di Varsavia di scienze della vita
L'Università di Varsavia di Scienze della vita (in polacco: Szkoła Główna Gospodarstwa Wiejskiego in sigla SGGW, che significa Scuola superiore di economia rurale) è la più grande università di agricoltura della Polonia. È anche famosa per altre facoltà, come Economia e Finanza. Fu fondata nel 1816.